# Fosfaat

Structuurformule van het fosfaation (PO_{4}^{3−})

Fosfaat (PO43−) is de chemisch gebonden vorm waarin het element fosfor het meest in verbindingen voorkomt. Fosfaten zijn zuurresten van fosforzuur (H3PO4). Het fosfaatanion (zie afbeelding hiernaast) is driewaardig negatief geladen en bezit een tetraëdrische structuur. De meeste fosfaten zijn slecht oplosbaar in water, en zijn daarom makkelijk uit een oplossing te verwijderen via een neerslagreactie. Het fosfaation is een zwakke base.
Fosfaatverbindingen vormen samen met nitraten het belangrijkste bestanddeel van kunstmest. Wanneer er te veel van beide in het oppervlaktewater terechtkomt, leidt dit tot zuurstoftekort. Vaak zijn de effecten pas op zee, in de kustwateren, te bemerken omdat daar een geringere stroom is dan in de rivieren.
De streng van RNA en DNA bestaat uit fosfaatestergroepen en (desoxy)ribosen.

## Voorraad
De grootste fosfaatvindplaatsen ter wereld liggen in de Verenigde Staten, China en het westelijk deel van de Sahara, zoals in de Marokkaanse provincie Khouridga en de Westelijke Sahara. Vanwege het belang van fosfaat voor de voedselvoorziening in de wereld gaat er steeds meer aandacht uit naar de eindigheid van de voorraden van fosfaat. De voorspellingen over de termijn waarop de voorraad uitgeput geraakt, variëren van 70 tot 100 jaar. Zeker is dat de grote bevolkingsgroei op de wereld in de laatste twee eeuwen samenvalt met het beschikbaar komen van goedkoop en eenvoudig beschikbaar fosfaaterts. Efficiënter gebruik van fosfaatkunstmest en hergebruik van fosfaatstromen worden daarom steeds belangrijker.
In Nederland heeft Waternet in het Westelijk Havengebied van Amsterdam een fabriek voor fosfaatterugwinning uit rioolwater gebouwd. De installatie kan per jaar 130 ton fosfaat leveren. De nieuwe installatie behandelt het slib uit de waterzuivering. Door toevoeging van magnesiumhydroxide of magnesiumchloride slaat het fosfaat neer in de vorm van struviet (Mg(NH4)PO4) en zakt het naar de bodem van de tanks waar het wordt afgetapt. Het struviet is te gebruiken als meststof. Dit komt doordat, als het struviet verwijderd is, er minder slijtage in de rest van de zuiveringsinstallatie optreedt. Daarnaast gaat het ontwateren van het resterende slib beter. Dit slib wordt verbrand in afvalenergiebedrijven. Daar moet voor betaald worden per ton nat gewicht, omdat vocht dat verdampt moet worden ten koste gaat van het rendement van de centrale. Een toename van 23% droge stof naar 25% à 26% levert daarom direct kostenbesparing op voor het rioolwaterzuiveringsbedrijf.

## Fosfaat en het milieu
In water bevordert fosfaat, samen met andere voor algenbloei nodige elementen, de groei van algen, die soms daardoor zeer uitbundig kan zijn. Na het afsterven van de algen is zuurstof nodig om deze af te breken en  biomassa weer om te zetten in kooldioxide en water. Zuurstof lost echter niet snel op in water zodat in het water vervolgens een zuurstoftekort ontstaat.
Groei van algen kan ook leiden tot uitbreiding van vissoorten. Sommige visserijbiologen hebben zich om die reden verzet tegen het beperken van fosfaatuitstoot.
Vroeger was fosfaat een belangrijk ingrediënt van schoonmaak- en wasmiddelen en het kwam na gebruik voor een groot deel in het milieu terecht. Na invoering van fosfaatvrije wasmiddelen is de hoeveelheid fosfaten in het oppervlaktewater verminderd. Vaatwastabletten bevatten echter meestal wel fosfaat, waardoor het fosfaatgebruik sluipenderwijs zijn weg terug heeft gevonden naar het huishouden.
Daarnaast komt veel fosfaat vrij in de landbouw. Dit leidt tot een aantasting van natuurgebieden.
Op Europese en nationale schaal is er beleid ontwikkeld om uitstoot van fosfaat terug te dringen. Zo zijn er Europese richtlijnen om het fosfaatgebruik en de -emissies te reguleren en vervuiling van oppervlaktewater, grondwater en natuurgebieden te voorkomen. De Europese Unie heeft voor Nederland een fosfaatplafond vastgesteld. De maximaal toegestane fosfaatproductie bedraagt 172,9 kiloton per jaar.